# Entourage (film)
Pour les articles homonymes, voir Entourage.
Pour plus de détails, voir Fiche technique et Distribution.
Entourage est un film américain réalisé par Doug Ellin, sorti en 2015. 
C'est l'adaptation cinématographique de la série télévisée du même nom diffusée entre le 18 juillet 2004 et le 11 septembre 2011 sur HBO.

## Synopsis
Ari Gold est désormais patron d'un grand studio de cinéma depuis 6 mois...

## Fiche technique
- Titre original : Entourage
- Réalisation : Doug Ellin
- Scénario : Doug Ellin et Rob Weiss
- Musique : Scott Vener
- Photographie : Steven Fierberg
- Montage : Jeff Groth
- Décors : Chase Harlan
- Costumes : Olivia Miles
- Production : Doug Ellin, Mark Wahlberg, Stephen Levinson
- Sociétés de production : Warner Bros, HBO Films, RatPac-Dune Entertainment, Leverage Entertainment et Closest to the Hole Productions
- Distribution : Warner Bros.
- Genre : comédie
- Durée : 104 minutes
- Pays d'origine :  États-Unis
- Langue originale : anglais
- Dates de sortie[1] :

 États-Unis : 5 juin 2015
 France : 24 juin 2015

## Distribution

### Acteurs
- Adrian Grenier (VF : Damien Ferrette) : Vincent Chase
- Kevin Connolly (VF : Jérémy Prévost) : Eric Murphy
- Jeremy Piven (VF : Lionel Tua) : Ari Gold
- Kevin Dillon (VF : Boris Rehlinger) : Johnny « Drama » Chase
- Jerry Ferrara (VF : Emmanuel Garijo) : Turtle
- Perrey Reeves (VF : Valérie Nosrée) : Melissa Gold
- Rex Lee (VF : Vincent De Bouard) : Lloyd Lee[2]
- Scott Caan : Scott Lavin[3]
- Debi Mazar (VF : Sophie Riffont) : Shauna Roberts[3]
- Constance Zimmer (VF : Isabelle Leprince) : Dana Gordon
- Emmanuelle Chriqui (VF : Céline Mauge) : Sloan[2]
- Rhys Coiro (VF : Tanguy Goasdoué) : Billy Walsh[2]
- Nora Dunn (VF : Armelle Gallaud) : Dr. Marcus[4]
- Billy Bob Thornton (VF : Mathieu Buscatto) : Larsen McCredle[2]
- Haley Joel Osment[5] (VF : Franck Lorrain) : Travis McCredle[2]
- Martin Landau : Bob Ryan
- Kid Cudi (VF : Diouc Koma) : Allen, l'assistant d'Ari
- Bow Wow : Charlie
- Nina Agdal : Bridget

### Cameos
- Nina Agdal
- Jessica Alba (VF : Barbara Delsol)
- David Arquette (VF : Arnaud Arbessier)
- Shayna Baszler
- Tom Brady (VF : Thibaut Belfodil)
- Warren Buffett (VF : Philippe Ariotti)
- Gary Busey (VF : Jacques Frantz)
- Andrew Dice Clay (VF : Paul Borne)
- Linda Cohn
- Tameka Cottle
- Common
- Mark Cuban
- Baron Davis
- Jessamyn Duke
- Julian Edelman
- David Faustino
- Jon Favreau (VF : Yann Guillemot)
- Kelsey Grammer (VF : Patrick Béthune)
- Jim Gray
- Judy Greer (VF : Anne Massoteau)
- Rob Gronkowski
- Armie Hammer (VF : Thibaut Belfodil)
- Calvin Harris
- Thierry Henry (VF : Rody Benghezala)
- Terrence J
- Cynthia Kirchner
- Matt Lauer
- Greg Louganis
- Chad Lowe
- Clay Matthews III
- Maria Menounos
- Alyssa Miller
- Piers Morgan
- Liam Neeson (VF : Frédéric van den Driessche)
- Ed O'Neill (VF : Michel Dodane)
- Emily Ratajkowski
- Mike Richards
- Stevan Ridley
- Ronda Rousey (VF : Manon Azem)
- Bob Saget (VF : Guillaume Orsat)
- Saigon
- Richard Schiff (VF : Philippe Peythieu)
- David Spade (VF : Emmanuel Curtil)
- George Takei (VF : François Dunoyer)
- T.I. (VF : Diouc Koma)
- Steve Tisch
- Mike Tyson
- Mark Wahlberg (VF : Bruno Choël)
- Pharrell Williams
- Russell Wilson

## Production

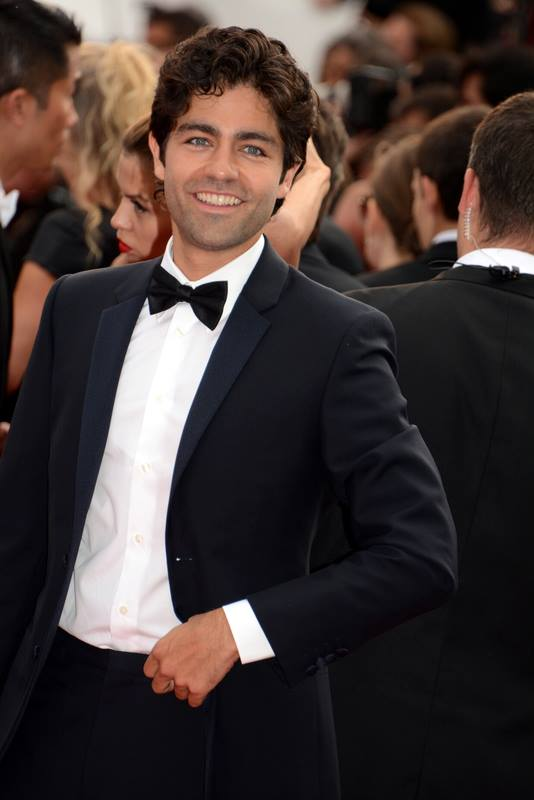
L'acteur principal Adrian Grenier au Festival de Cannes 2014.

### Développement
Après l'arrêt de la série en 2011, un long-métrage pour le cinéma est rapidement annoncé. En septembre 2012, le créateur de la série Doug Ellin annonce avoir quasiment bouclé le scénario. Le producteur Mark Wahlberg souhaite par ailleurs que ce film revienne à l'essence même du début de la série, à savoir « l’amitié entre les gars, qui traînent toujours ensemble et vont à des soirées sympas », qui avait selon lui disparue à la fin de la série. Malgré un engouement des fans, la production peine à trouver un studio pour financer le projet. Finalement, Warner Bros. annonce sa participation au projet en janvier 2013 et le poste de réalisateur pour Doug Ellin. 

### Casting
En février 2014, il est révélé que le rappeur Kid Cudi rejoint la distribution dans le rôle du nouvel assistant d'Ari.

### Tournage
Le tournage débute le 16 janvier 2014 à Miami,. Il se déroule ensuite dans de nombreux lieux de Los Angeles (Hollywood, Hollywood Hills, West Hollywood, American Cement Building, Little Next Door Cafe, Beverly Hills, Lower & Upper Grand Avenue, Los Feliz, etc.).

## Sortie
Alors que le film devait initialement sortir en 2014, la date américaine du 12 juin 2015 est annoncée en février 2014.